# Zgodovina nevroznanosti
Že stari egipčani so z mumifikacijo in zapisi poškodovancev začeli z razvojem nevroznanosti. Njihovi sklepi so bili sicer napačni, kar pa je razumljivo, saj še niso poznali primernih metod pridobivanja znanja o delovanju človekovega živčnega sistema. Kasneje se je z razvojom znanosti omogočil tudi napredek nevroznanosti. Danes, zaradi dostopa do sodobne tehnologije, poznamo že posamezne funkcije živčnega sistema.

## Stari Egipt
Prva omemba možganov v pisni obliki se pojavi v Kirurškem papirusu Edwin Smith, ki je najstarejši nam do sedaj poznan kirurški dokument in izvira iz dobe Starih Egipčanov izpred 17. Stoletja pr.n.št. 
Zapis obravnava 48 primerov poškodovancev, med njimi so primeri pacientov s poškodbo glave in zlomi lobanje ter poškodbami hrbtenice. V opisu primera 6 se pojavi hieroglif, ki pojmuje možgane. Medtem ko je večina delov telesa imela svoje unikatno poimenovanje, je bil ta zapis sestavljen iz štirih glifov.
Zapis je tudi prvi poskus opisa anatomije možganov, saj njihovo površino primerja s teksturo vijug taljenega bakra, kar se nanaša na sulcuse in gyruse. Primer 20 iz tega zapisa opisuje najzgodnejši opis afazije kot posledico poškodbe glave. Drugi primeri opisujejo še, kako je poškodba glave vplivala na njihovo sposobnost hoje, sledenju predmetom z očmi in povzročila druge simptome, omenjene v papirusu.
Glede na papirus se v dobi Starih Egipčanov pomembnosti in funkcij možganov verjetno še niso zavedali. O tem priča tudi dejstvo, da so jih med postopkom mumifikacije zavrgli, medtem ko so druge organe previdno shranili v posebne posode, kanopične žare, ki so bile pokopane skupaj z mumijo. Srce so pustili na svojem mestu, saj so verjeli, da je le-to center inteligence in čustvovanja ter da ga bo pokopani potreboval v posmrtnem življenju.

## Antična Grčija
Po več stoletjih prepričanja, da možgani niso pomembni, so v Antični Grčiji 700 let pred našim štetjem začeli raziskovati možgane kot center zavesti in fizioloških funkcij.
Prvi, ki je možgane označil za središče razumevanja, je bil filozof Alcmaeon iz Crotona v 6. stoletju pr. n. št. Odkril je, da so možgani središče senzorike in da so vsi senzorični organi, kot na primer oči, povezani z njimi preko poti (gr. poroi), na primer z optičnim živcem. Ker so možgani sposobni sintetizirati čustva, so posledično tudi vir naših misli. Ko shranjujemo zaznave, temu rečemo spomin, ko se ta utrdi, dobimo znanje. Prvi je poimenoval 4 izmed 5 čutil, in sicer vid, sluh, okus in vonj. Večina kasnejših filozofov v 4. stoletju pr. n. št., med njimi tudi  Hipokrat in Platon, je ohranilo prepričanje, da so možgani en izmed najpomembnejših organov, odgovorni za razumevanje in inteligenco. Zanimivo pa je, da Platonov sodobnik Aristotel tega prepričanja ni nikoli sprejel in vztrajal, da je srce center vsega in da je človek bolj racionalno bitje od ostalih živali, ker ima večje možgane, ki »hladijo njegovo vročekrvnost«. Še eden izmed velikih grških filozofov, Hipokrat, se je ukvarjal s pomembnostjo možgan in boleznijo, ki so ji v njegovem času rekli »Sveta bolezen«, danes pa jo poznamo pod imenom epilepsija. Do takrat je bilo splošno sprejeto dejstvo, da to bolezen povzročajo maščevalni bogovi. Svoje dokaze, da epilepsija izvira v možganih in podroben opis anatomije in žilja možganov je zapisal v svoji knjigi »O sveti bolezni«.  Ker je zavračal sekcijo, je epilepsijo pripisoval presežku mukusa. V helenistični dobi, 4. In 3. stoletje pr. n. št., sta k poznavanju anatomije in fiziologije živčnega sistema pomembno prispevala Herophilus, ki je ločil velike možgane od malih, ter prvi podrobno opisal ventrikularni sistem in Erasistratus, ki je znanje preizkušal v praksi. Njuni zapisi so v večini izgubljeni.

## Rimski imperij
V času rimskega imperija je bil za razvoj nevroznanosti in poznavanja možgan zelo pomemben anatom Claudius Galen, čigar spoznanja so obveljala vse do 16. stoletja. S seciranjem možgan ovc, svinj, psov in drugih živali je svoja odkritja ekstrapoliral tudi na človeka. Ločil je med motoričnimi in senzorični nevroni, ugotovil je, da so mali možgani gostejši od velikih in so predvsem odgovorni za nadzor mišic. Opazil je, da določeni spinalni živci nadzirajo posamezne mišice in si ustvaril teorijo o delovanju teh živcev. Razumevanja funkcije hrbtenjače po Galenu sta uspešno nadgradila šele Bell in Magendie v 19. Stoletju.

## RENESANSA
Andreas Vesalius (1514-1564) je opisal mnogo strukturnih značilnosti osrednjega živčnega sistema s pomočjo seciranja človeških kadavrov. Poleg tega, da je opazil in zabeležil veliko anatomskih posebnosti, kot sta putamen in corpus callosum, je Vesalius predlagal hipotezo, da možgani vsebujejo sedem parov možganskih živcev, vsak s svojo specifično funkcijo. Vesalius je prav tako predlagal trepanacijo za odstranitev epiduralnih strdkov. Ostali  znanstveniki, med drugim tudi Leonardo da Vinci, so nadgradili Vesaliusovo delo s svojimi podrobnimi skicami človeških možganov.
Thomas Willis je preučeval možgane, živce in vedenje z namenom, da bi razvil primerno zdravljenje za nevrološke bolezni. Podrobno je opisal strukturo možganskega debla, malih možganov, ventriklov in možganskih hemisfer.
Ambroise Pare je bil francoski zdravnik, ki je veliko prispeval k nevrokirurgiji, med drugim nove kirurške instrumente in način, kako najti in odstraniti fragmante kosti, ki so zašli v področje možganov. Kirurg Wilhelm Fabry von Hilden pa je predlagal mnogo kirurških tehnik kako oskrbeti otroka s poškodbo glave in kako oskrbeti depresijo lobanjskega sekvestra.
Eden izmed renesančnih znanstvenikov je bil tudi Rene Descartes, ki pa je preučeval fiziologijo možganov in predlagal teorijo dualizma, s katero je želel pojasniti povezavo med možgani in zavestjo. Menil je, da je epifiza središče te povezave.

## MODERNA DOBA
Ob koncu 18. stoletja je italijanski fiziolog Luigi Galvani objavil svoje izsledke električne stimulacije žabjih živcev in predpostavil, da živčevje deluje prek prenosa električnih signalov. V 20. letih 18. stoletja je Jean Pierre Flourens predstavil učinke lokaliziranih lezij v možganih eksperimentalnih živali na motorične in senzorične funkcije ter spremembe vedenja.  Leta 1837 je Jan Purkinje opisal velike celice v malih možganih s številnimi povezavami, ki so tako postale prvi identificirani nevroni in so jih po njem poimenovali Purkinjeve celice.
Leta 1862 je Paul Broca opisal del možganov, ki je odgovoren za govor in je po njem dobilo ime Brocovo področje. Konec 19. stoletja je Camillo Golgi razvil poseben postopek histološkega barvanja s srebrovimi solmi, ki je omogočal prikaz posameznih struktur živčne celice. Njegovo tehniko je kmalu za tem uporabil Santiago Ramón y Cajal in oblikoval hipotezo, da je nevron osnovna funkcionalna enota možganov.

## DVAJSETO STOLETJE
Angleški nevrolog John Hughlings Jackson je s pomočjo opazovanja progresivnega spreminjanja motoričnih okvar med epileptičnim napadom dokončno opredelil funkcionalno organizacijo primarne motorične skorje. Nemški nevropatolog Carl Wernicke je objavil svojo teorijo o vlogi posameznih možganskih struktur pri razumevanju in tvorbi jezikovnega sporazumevanja. Nemški nevrolog Korbinian Brodmann je razdelil možgansko skorjo na 52 področij glede na njihovo histološko zgradbo in funkcijo. Njegova delitev je še danes v rabi in je poznana pod nazivom »Brodmannove aree«. 
V dvajsetem stoletju je prišlo do velikega napredka na področju slikovnih diagnostičnih metod. V prvi polovici 20. stoletja je Hans Berger iznašel EEG, napravo za merjenje električne aktivnosti v možganih. Leta 1938 je ameriški fizik Isidor Isaac Rabi odkril jedrsko magnetno resonanco, ki predstavlja osnovo za magnetnoresonančno slikanje (MRI). Za svoje odkritje je leta 1944 prejel Nobelovo nagrado za fiziko. Leta 1974 so izdelali prvi pozitronski emisijski tomograf, s katerim je mogoče pridobiti tridimenzionalni vpogled v procese v možganih. Funkcionalno slikovno diagnostiko so še nadgradili leta 1991, ko so prvič izvedli funkcionalno magnetnoresonančno slikanje.
Moderne tehnike slikovne diagnostike so povzročile hiter napredek v razumevanju delovanja možganov, kljub temu veliko vprašanj še do danes ostaja nepojasnjenih.